# José Alí Lebrún Moratinos
José Alí Lebrún Moratinos (Puerto Cabello, 19 marzo 1919 – Caracas, 21 febbraio 2001) è stato un cardinale e arcivescovo cattolico venezuelano.

## Biografia
Nacque a Puerto Cabello il 19 marzo 1919.
Papa Giovanni Paolo II lo elevò al rango di cardinale nel concistoro del 2 febbraio 1983.
Morì il 21 febbraio 2001 all'età di 81 anni e venne sepolto all’interno della cattedrale di Caracas.

## Genealogia episcopale e successione apostolica
La genealogia episcopale è:
- Cardinale Scipione Rebiba
- Cardinale Giulio Antonio Santori
- Cardinale Girolamo Bernerio, O.P.
- Arcivescovo Galeazzo Sanvitale
- Cardinale Ludovico Ludovisi
- Cardinale Luigi Caetani
- Cardinale Ulderico Carpegna
- Cardinale Paluzzo Paluzzi Altieri degli Albertoni
- Papa Benedetto XIII
- Papa Benedetto XIV
- Papa Clemente XIII
- Cardinale Marcantonio Colonna
- Cardinale Giacinto Sigismondo Gerdil, B.
- Cardinale Giulio Maria della Somaglia
- Cardinale Carlo Odescalchi, S.I.
- Cardinale Costantino Patrizi Naro
- Cardinale Lucido Maria Parocchi
- Papa Pio X
- Papa Benedetto XV
- Papa Pio XII
- Cardinale Eugène Tisserant
- Arcivescovo Raffaele Forni
- Cardinale José Alí Lebrún Moratinos

La successione apostolica è:
- Cardinale Jorge Liberato Urosa Savino (1982)
- Cardinale Baltazar Enrique Porras Cardozo (1983)
- Vescovo Alejandro Figueroa Medina (1986)
- Cardinale Diego Rafael Padrón Sánchez (1990)
- Arcivescovo Ubaldo Ramón Santana Sequera, F.M.I. (1990)
- Vescovo Mario del Valle Moronta Rodríguez (1990)
- Vescovo Ramón Antonio Linares Sandoval (1994)